# Войска связи

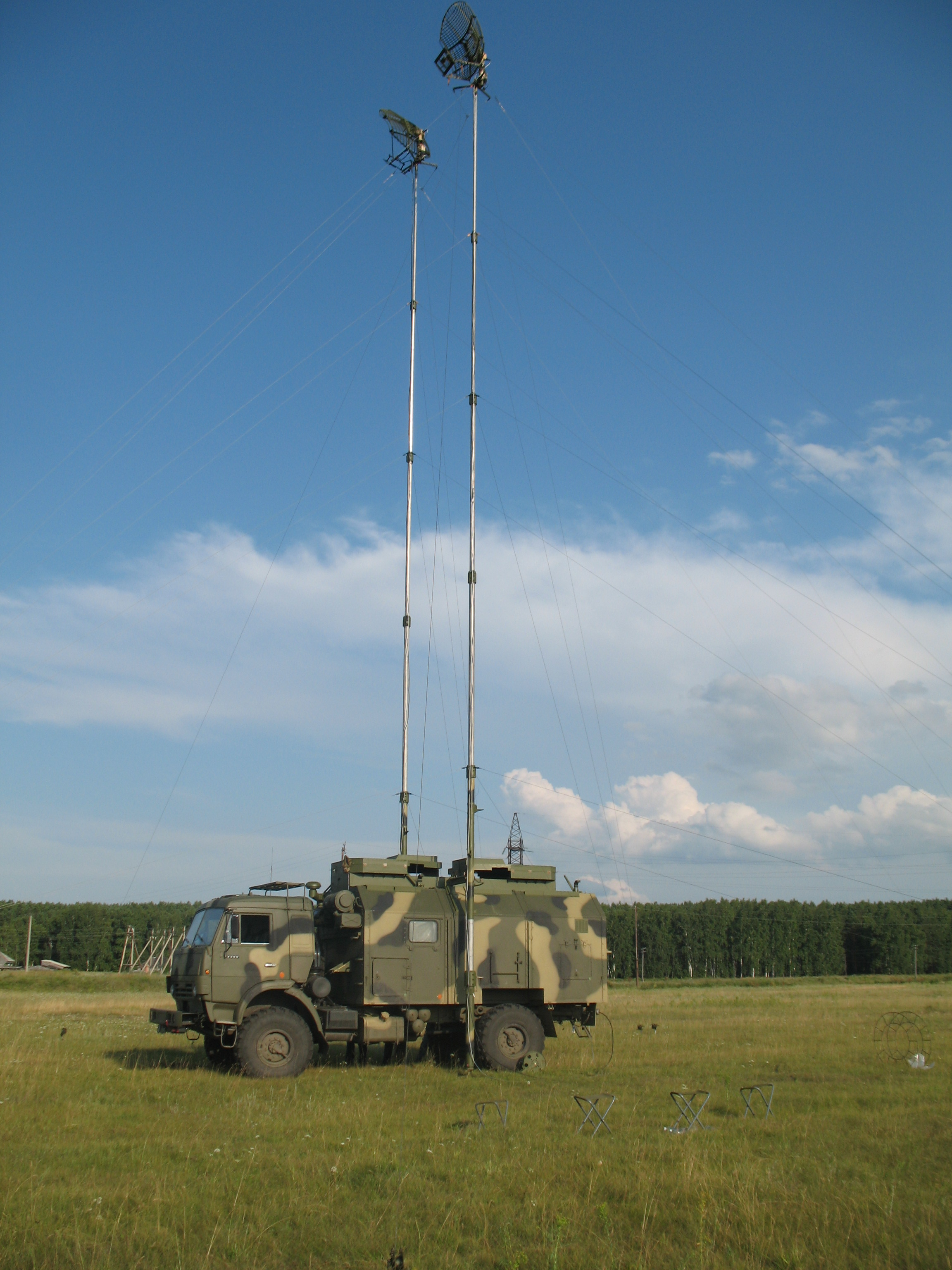
Цифровая радиорелейная станция Р-419Л1, производства ОАО ОмПО "Радиозавод им. А.С. Попова" г. Омск

Тактический знак НАТО для обозначения формирований военной связи на карте.

Войска связи — специальные войска, предназначенные для развёртывания системы связи и обеспечения управления формированиями (объединениями, соединениями, частями, подразделениями и военнослужащими) вооружённых сил государства в мирное и военное время.
На них возлагаются также задачи по эксплуатации систем и средств автоматизации на пунктах управления.
Войска связи включают узловые и линейные соединения и части, части и подразделения технического обеспечения связи и автоматизированных систем управления, службы безопасности связи, фельдъегерско-почтовой связи и другие.
Войска связи оснащаются мобильными радиорелейными, тропосферными, космическими станциями, аппаратурой высокочастотного телефонирования, тонального телеграфирования, телевизионной и фотографической аппаратурой, коммутационным оборудованием и специальной аппаратурой засекречивания сообщений.
Главным направлением развития войск связи является создание и оснащение средствами, комплексами связи и автоматизированными системами управления войсками и оружием, обеспечивающими устойчивое, непрерывное, оперативное и скрытное управление объединениями, соединениями и подразделениями в мирное время, угрожаемый период и при ведении боевых действий в самых сложных физико-географических и климатических условиях. При этом особое внимание уделяется внедрению единой системы управления войсками и оружием тактического звена и оснащению войск цифровыми средствами связи, обеспечивающими защищенный, помехоустойчивый режим обмена информацией от отдельного военнослужащего до командира соединения.

## Примеры
Ниже представлены некоторые войска связи:
- Фельдъегерский корпус
- Телеграфные войска
- Войска связи Министерства обороны СССР
- Войска связи Российской Федерации
- Королевский корпус связи